# 林聰賢
林聰賢（1962年2月22日—），中華民國政治人物，生於宜蘭縣羅東鎮，曾任宜蘭縣縣長、行政院農業委員會主任委員、中央畜產會董事長，農家子弟出身、農校畢業、高等考試及格，歷任基層公務員（宜蘭市公所課長、羅東鎮公所主任秘書），亦曾任陳定南競選宜蘭縣縣長總幹事、「宜蘭縣後備憲兵協會」會長等。2009年以兩萬票之差擊敗尋求連任的中國國民黨籍縣長呂國華，並於2014年連任之役囊括64%選票，以歷屆縣長當選人最高得票數蟬聯。
2017年2月3日，林全內閣小改組，林聰賢因農業背景以及自基層公務員至縣長的行政歷練獲邀入閣，同月8日升任行政院農業委員會主任委員。

## 生平
林聰賢生於宜蘭縣羅東鎮，畢業於羅東國小、羅東國中、省立宜蘭農工（今國立宜蘭大學）、省立嘉義農專（今國立嘉義大學）畢業。曾先後於宜蘭市公所及羅東鎮公所任職。在林建榮於1993年擔任宜蘭市市長時，林聰賢與呂國華都是市長室秘書。
林聰賢在2000年陳水扁競選總統時曾任羅東後援會總幹事。
2002年成為羅東鎮第14任鎮長，2005年以66.84%的得票率當選連任，行政資歷豐富。
2008年謝長廷競選總統時擔任宜蘭縣競選總部總幹事；9月8日登記民進黨宜蘭縣縣長提名，並在11月9日民進黨第十三屆第三次中執會通過第一波2009年縣市長選舉提名人選時獲得提名。競選期間以「氣魄、宜蘭、台灣頭」為主軸，選前之夜前民主進步黨主席林義雄陪同掃街，陳定南的遺孀張昭義將丈夫生前使用的公事包交給林聰賢表示要傳承；2009年12月5日，林聰賢領先2萬1千多票擊敗尋求連任的時任縣長呂國華，當選為宜蘭縣縣長。
2012年《天下雜誌》縣市長滿意度調查，宜蘭縣縣長林聰賢排名全台縣市長第二名，僅次於第一名的臺南市市長賴清德。
2014年《天下雜誌》縣市長滿意度調查，宜蘭縣縣長林聰賢排名全台第一名79.62分，比臺南市市長賴清德79.22分還高。
2013年8月14日獲民進黨提名參選宜蘭縣縣長連任，競選期間以「讓台灣 贏在宜蘭」為主軸，並發表下屆任期以「幸福宜蘭2.0—適居4G宜蘭」為努力方向執政，2014年11月29日再度以160,253票、63.95%得票率當選連任，得票數更創下歷屆縣長選舉新高。

## 經歷
- 1981年2月因當兵為憲兵因素，被軍中政戰要求成為中國國民黨黨員。
- 1988年3月擔任宜蘭市公所里幹事。
- 1988年8月擔任宜蘭市公所民政課課員。
- 1989年10月擔任宜蘭市清潔隊隊長。
- 1991年8月擔任宜蘭市公所秘書。
- 1993年5月擔任宜蘭市公所建設課課長。
- 1993年6月擔任羅東鎮新群社區發展協會第一屆理事長。
- 1994年3月擔任羅東鎮公所秘書。
- 1996年擔任宜蘭縣後備憲兵協會第一屆會長。
- 1998年擔任羅東國小家長會會長（創校100週年）。
- 1998年7月擔任羅東西區扶輪社秘書。
- 1998年9月退出國民黨，加入民主進步黨。
- 2000年陳水扁競選總統羅東後援會總幹事。
- 2000年4月擔任羅東鎮公所主任秘書。
- 2001年12月退出民進黨，以無黨籍參選羅東鎮鎮長。
- 2002年2月當選羅東鎮第十四屆鎮長。
- 2004年陳水扁總統宜蘭縣競選總部執行總幹事。
- 2005年陳定南競選縣長競選總部執行總幹事兼活動部主任。
- 2005年12月當選羅東鎮第十五屆鎮長。
- 2006年重新加入民進黨。
- 2008年謝長廷競選總統宜蘭縣競選總部總幹事。
- 2009年12月5日當選第16屆宜蘭縣縣長。
- 2014年11月29日當選第17屆宜蘭縣縣長。
- 2017年2月3日由行政院院長林全獲邀入閣。
- 2017年2月8日入閣，接任行政院農業委員會第十四任主任委員。
- 2018年12月3日因民進黨在九合一選舉大敗，辭去農委會主委[13]。
- 2020年5月19日接任中央畜產會董事長；2023年9月19日，因為進口雞蛋問題向行政院提出辭呈獲准[14]。

## 宜蘭縣縣長任期

### 復辦童玩節
2010年，兌現選舉競選政見恢復舉辦宜蘭國際童玩藝術節，該年的童玩節由財團法人蘭陽文教基金會承辦，期間自7月3日至8月15日，分為冬山河、武荖坑、頭城等園區。共計有17個國家、18個團體參與文化項目的演出，累積參加人數達到58萬人，恢復至2005年的水準。

### 承辦2013年全中運
2013年，籌備在宜蘭縣舉辦全國中等學校運動會，主題「春風少年 宜蘭競YOUNG」。林聰賢表示，在近10天的賽程中，動用了很多人力及義工，選用在地新鮮食材「蘭陽美食風味餐」，開幕典禮當天，宴請遠道來宜蘭作客的一萬多名選手及隊職員。宜蘭人用庄腳人辦喜事的心情，迎接貴賓。希望讓所有來到宜蘭的選手及來賓們，都能感受到宜蘭的友善與溫暖。

### 2015年颱風假
2015年7月10日昌鴻颱風襲台，前一晚林聰賢根據氣象局更新的數據和銘傳大學防災學系莊睦雄副教授的電腦模擬，認定宜蘭縣的陣風、平均風速及雨量都未達停班停課的標準，決定該日正常上班上課。林聰賢的臉書隨即遭網友洗版與罵翻，至少有800人留言，表示不同意見。該日上午，宜蘭地區的風雨沒有特別明顯，甚至還有地方短暫放晴，林聰賢在臉書說「說句心裡話，我以為會放假，但沒有」，確實未達標準，若有的話會毫不考慮停班停課。該日中午在臉書留言，「昨晚，很多朋友對縣府的決定相當反感，如果，手中的數據足以宣布停止上班上課，請相信，我不會有一絲猶豫的；但是，確實未達停班停課的標準」。有網友特別以歌手辛曉琪的《領悟》這首歌影片，回應林聰賢這次的心聲；多數網友也表達肯定的立場。
2015年8月6日蘇迪勒颱風來襲，林聰賢臉書上發文宣布7日宜蘭縣停止上班上課，呼籲縣民嚴加防颱並不要前往海域或山區，網友留言傻問：「你真的是聰賢嗎？」其他網友看了紛紛按讚回「害我笑噴」，還有人開玩笑說「聰賢帳號被盜了」，搞笑反應讓林聰賢也很無言，還現身回覆「...」與民眾互動。

### 對週刊報導評論
2016年5月時，《新新聞》刊出一則報導「宜蘭 你敢住嗎」，並指出，宜蘭給人的印象是「聞到臭味就知道宜蘭到了？」、「幻滅的宜居城市？」、「呼吸都有土粉味？」、「宜蘭空氣比台北還髒？」；林聰賢說，這種嚴重背離事實且充滿惡意攻擊的報導與標題，宜蘭人無法接受，並對這系列報導用特定人士的感受、幾天的觀察、工業區周邊的觀點，以偏概全、抹煞宜蘭人對環境永續的堅持與努力，以近乎是抹黑的手法來描述宜蘭，表達嚴正的抗議！並強調，宜蘭拒絕成為惡意攻訐下的羔羊！並代表宜蘭人，向《新新聞》雜誌表達嚴正抗議，要求該刊立即採取符合比例原則的補救措施，以維護宜蘭做為臺灣環保模範生的整體形象。

### 對國五交通、鐘慧諭評論
時任臺北市政府交通局局長鍾慧諭6月17日說，國五壅塞問題只有宜蘭人可以解決，不要再推給高公局，這個問題只有宜蘭人可以解決，宜蘭縣應實施假日停車收費，一個假期可以有上億的收入，就能解決國五塞車問題。
林聰賢說，任何交通議題宜蘭縣政府都沒有全推給其他單位，交通管理也要中央與地方一起來解決，很惋惜的是，所謂「不在其位、不謀其政」，鍾慧諭若那麼專業，相信她過去在市府就會把交通管理得很好，不會被柯文哲扣分，鍾慧諭在北市交通都處理不好，大台北假日車流外溢到宜蘭也沒看到，這方面很可惜。宜蘭縣在假日已經承擔外縣市的車流及人流，若要全丟給宜蘭人處理，那麼只會變成宜蘭縣議長陳文昌所說的「只有做總量管理，才能解決」，但這不是最好方式，縣內目前各風景區都有收取停車費，各鄉鎮市也將協調有離尖峰停車費，不是說收一個價錢就可解決，這個課題必須要有科學根據及配套。

### 承辦2017年全運會
林聰賢縣長任內爭取到在宜蘭縣舉辦2017年中华民国全国运动会。

## 農委會主委任期
林聰賢任職行政院農業委員會主任委員期間，農產品價格下跌，影響農民生計，刺激全台部分凤梨農民於2018年7月4日在臺北市舉行抗議活動，甚至出現多次失言。臺灣部分民意對林聰賢主委成效不滿，甚至有新聞媒體認為其導致民進黨宜蘭縣縣長選舉不利。2018年九合一選舉後，與交通部部長吳宏謀、環保署署長李應元三人，共同在12月1日與行政院院長賴清德的一次會議上，口頭請辭並被准允。

## 爭議

### 農地政策
2015年2月宣佈停發建照以全台首創的「務農切結書」做為審查要件之一，打亂農地與農舍交易市場。
宜蘭縣不動產仲業同業公會常務理事陳宣良痛批：
「他任內核發最多的農舍建照，15年來7,600件，他才1任而已，就核發了3,000多件！」
立即在連任不到百日，就大刀闊斧砍農舍，並接著質疑，
「這問題已不是一天、兩天，7,600棟水泥林木也不是憑空長出來，為什麼林聰賢前面4年不管，到第5年才插手介入？」
也讓一直合法仲介農舍與農地交易的業者措手不及，也遭到400多個農民和房仲業者至宜蘭縣政府前嗆聲抗議。
2017年，財經名嘴謝金河批評林聰賢為核發最多農舍建照的地方首長，並質疑「縣長已高升中央到農委會，然而農舍過度開發的問題，誰來面對？」。
而後林聰賢被指控擔任宜蘭縣縣長期間，獨厚五結鄉「綠舞園區開發案」，即使該案不符合《促進民間參與公共建設法》開發面積須達10公頃以上的規定，仍發放建照及也未撤案恢復農地原貌，縣府則回應一切依法行政。

## 選舉紀錄
| 年度 | 選舉屆數               | 選舉區       | 所屬政黨   | 得票數  | 得票率 | 當選標記 | 備註 |
| ---- | ---------------------- | ------------ | ---------- | ------- | ------ | -------- | ---- |
| 2002 | 第十四屆羅東鎮鎮長選舉 | 宜蘭縣羅東鎮 | 無黨籍     | 14,297  | 54.95% |          |      |
| 2005 | 第十五屆羅東鎮鎮長選舉 | 宜蘭縣羅東鎮 | 無黨籍     | 22,388  | 66.84% |          |      |
| 2009 | 第十六屆宜蘭縣縣長選舉 | 宜蘭縣       | 民主進步黨 | 133,394 | 54.26% |          |      |
| 2014 | 第十七屆宜蘭縣縣長選舉 | 宜蘭縣       | 民主進步黨 | 160,253 | 63.95% |          |      |

## 外部連結
- 林聰賢的Facebook專頁

| 中華民國政府職務 | 中華民國政府職務                                              | 中華民國政府職務                                  |
| ---------------- | ------------------------------------------------------------- | ------------------------------------------------- |
| 宜蘭縣羅東鎮公所 |                                                               |                                                   |
| 前任： 游榮華    | 羅東鎮鎮長 第十四、十五屆 2002年3月1日－2009年12月20日        | 繼任： 賴錫祿（代理） 正任：林姿妙                |
| 宜蘭縣政府       |                                                               |                                                   |
| 前任： 呂國華    | 宜蘭縣縣長 第十六、十七屆 2009年12月20日－2017年2月7日        | 繼任： 吳澤成（代理） 陳金德（代理） 正任：林姿妙 |
| 行政院           |                                                               |                                                   |
| 前任： 曹啟鴻    | 行政院農業委員會主任委員 第十四任 2017年2月8日－2018年12月3日 | 繼任： 陳吉仲 （代理，後真除）                    |